# Akeron MP
Akeron MP (Akeron Moyenne Portée), dříve známá jako MMP (Missile Moyenne Portée), je francouzská multifunkční protitanková řízená střela páté generace, použitelná za každého počasí. Operovat dokáže jak v režimu manuálního navádění, tak autonomním „vystřel a zapomeň“. Integrována je i podpora navádění na cíl systémy třetích stran, což umožňuje vést palbu na cíl mimo vizuální kontakt.
Střelu vyvinula zbrojovka MBDA jako náhradu protitankových kompletů MILAN a amerických Javelin. Původně byla navržena jako přenosná, později byla ale integrována i na vozidla a lodě. Ve vývoji je i varianta Akeron LP určená k odpalování z letadel a vrtulníků, jako je Eurocopter Tiger.
Francouzská armáda střelu zavedla do výzbroje v roce 2017. Prvním zahraničním zákazníkem se roku 2023 stal Egypt, následovalo Lucembursko a ve stejném roce také byla uzavřena smlouva o licenční výrobě ve Švédsku. V listopadu 2023 bylo oznámeno dodání Ukrajině.

## Historie
Vývoj střely byl koncernem MBDA zahájen roku 2009. Důvodem byla především akutní potřeba nahradit tehdy už více než 40 let staré střely MILAN. Ty totiž nenabízely střelbu v režimu „vystřel a zapomeň“, což vedlo k tomu, že i domácí francouzská armáda musela v roce 2011 pořídit pro nasazení v Afghánistánu americké střely Javelin. Ke stejnému kroku se již v roce 2005 rozhodlo i Spojené království, které do té doby také patřilo k významným uživatelům kompletu MILAN.
Francouzská armáda v roce 2011 zveřejnila seznam požadavků na novou protitankovou řízenou střelu. Ta měla být použitelná proti pozemním cílům, statickým i pohybujícím se, a to od lehkých vozidel přes nejnovější tanky až po pěchotu a opevnění. Operátor měl být při používání v bezpečí (tzn. režim vystřel a zapomeň) a střela měla být použitelná i z uzavřených prostor (tzn. soft launch). Střela musela být využitelná pro běžnou pěchotu i speciální jednotky. Do tendru se kromě MBDA přihlásilo konsorcium Lockheed Martin a Raytheon se svou střelou FGM–148 Javelin a izraelský Rafael se střelou Spike. Vítězem se nicméně v roce 2013 stal domácí výrobce se střelou označovanou tehdy jako MMP (Missile Moyenne Portée). Testy započal francouzský úřad pro vyzbrojování DGA v roce 2014 a o rok později proběhl v Bourges první testovací odpal střely na cíl vzdálený 4 000 m.
Sériová výroba systému byla zahájena v červnu 2016. Francouzský úřad pro vyzbrojování DGA převzal v listopadu 2017 úvodní sérii 50 střel a 20 odpalovacích zařízení. Střely mají, kromě pěchotou využívaných MILAN a Javelin, ve službě nahradit také systémy HOT na vozidlech VAB a částečně též lehké ERYX. Střela byla také zvolena pro integraci na obrněná vozidla EBRC Jaguar. Během úvodní fáze zavádění systému MMP mají francouzské ozbrojené síly získat 1750 střel a 400 odpalovacích zařízení. Systém se do roku 2025 dostane do výzbroje armády, letectva, námořnictva i speciálních sil.
V červnu 2022 došlo k přejmenování střely na Akeron MP. Důvodem je údajně to, že zkratky MMP a MHT (dnes Akeron LP) mátly zahraniční zákazníky.

## Popis

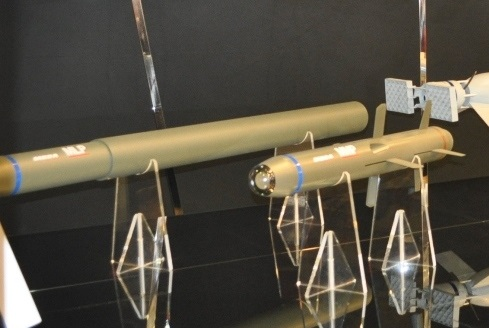
Protitanková střela Akeron MP (vpravo)

Střela je plně integrována do vojenských sítí. Její odpalovací zařízení je vybaveno infračervenou a denní kamerou a laserovým dálkoměrem. Výhodou je, že zaměřovací jednotka nevyužívá systém aktivního chlazení a lze ji tak používat opakovaně bez spotřebovávání zdrojů.
Střela má dva základní způsoby užití. Může být vypouštěna v režimu „vystřel a zapomeň“, přičemž se navádí automaticky. V druhém případě může operátor během letu měnit cíl, nebo střelu zcela odchýlit a manuálně ji navádět. Střelu lze také vystřelit na cíl mimo dohled operátora, s tím že je na něj navedena systémem třetí strany. Díky systému „soft launch“ ji lze odpalovat i z uzavřených místností. Je vybavena tandemovou hlavicí schopnou ničit nejmodernější tanky a překonávat reaktivní pancéřování.

## Technická data
- Délka střely: 1,3 m (včetně ochranného tubusu)[17]
- Průměr těla střely: 140 mm
- Hmotnost střely: 15 kg (včetně ochranného tubusu)
- Hmotnost odpalovacího zařízení: 11 kg
- Celková hmotnost kompletu: 14 kg
- Pohon: dvoustupňový raketový motor
- Dostřel: oficiálně 4000 m, otestováno na cíle přes 5000 m
- Typ bojové hlavice: tandemová
- Průbojnost pancéřování: 1000 mm RHA, 2000 mm betonu

## Uživatelé

### Současní uživatelé
- Francie: V první fázi objednáno 400 odpalovacích zařízení a 1750 střel, do roku 2025 se počítá s pořízením až 2850 střel.[11]
- Egypt: Neznámé množství doručeno speciálním silám egyptského námořnictva v roce 2023.[7]
- Ukrajina: Neznámé množství poskytnuto jako vojenská asistence Francie proti ruské invazi.[10]

### Budoucí uživatelé
- Lucembursko: V roce 2023 objednáno 90 střel a neznámý počet odpalovacích zařízení. Doručení do roku 2025.[8]
- Švédsko: Pořízeno malé množství střel pro testy v roce 2022, roku 2023 uzavřena smlouva o licenční výrobě. Střely bude pro švédské ozbrojené síly pod názvem RBS–58 vyrábět Saab Dynamic AB.[9] V roce 2023 také otestována integrace do vozidel CV90 výrobce BAE Systems Hägglunds.[18]